# Kōjirō Umezaki
Pour les articles homonymes, voir Umezaki.
 (mai 2014).
Kōjirō Umezaki (梅崎 康二郎), Umezaki Kōjirō; né en 1968 est un joueur de shakuhachi et compositeur japonais.
Umezaki étudie la flûte occidentale et le shakuhachi à Tokyo et la musique électroacoustique au Dartmouth College à Hanover dans l'État du New Hampshire en Nouvelle-Angleterre aux États-Unis. Il est professeur adjoint de musique à l'Université de Californie à Irvine où il a rejoint le « Integrated Composition, Improvisation, and Technology Group ». En tant que spécialiste de la musique électroacoustique en public et de l'art multimédia, il travaille régulièrement avec le Silk Road Ensemble de Yo-Yo Ma et le trio de jazz canadien Beats in Fractions.
Il travaille également en tant que compositeur de musique de film et donne des concerts aux États-Unis, au Canada, en Chine, à Cuba, au Brésil, en Islande et au Japon. Des enregistrements sont parus chez Sony BMG, World Village et Smithsonian Folkways. En 2010, il produit l'album Ancestors Call du groupe Huun-Huur-Tu.

## Discographie
- 2000 : Extraditional : New Pieces for the Shakuhachi, (avec Curtis Bahn)
- 2002 : The Silk Road : A Musical Caravan
- 2005 : The Silk Road Ensemble : Beyond the Horizon
- 2007 : Yo-Yo Ma and Friends : Appassionato
- 2007 : Beat in Fractions : Beat Infraction
- 2007 : The Silk Road Ensemble : New Impossibilities
- 2008 : Yo-Yo Ma and Friends : Songs of Joy and Peace
- 2009 : The Silk Road Ensemble : Off the Map
- 2010 : Brooklyn Rider : Dominant Curve

## Source de la traduction
- (de) Cet article est partiellement ou en totalité issu de l’article de Wikipédia en allemand intitulé « Kōjirō Umezaki » (voir la liste des auteurs).